# Síndrome de Bullerbyn

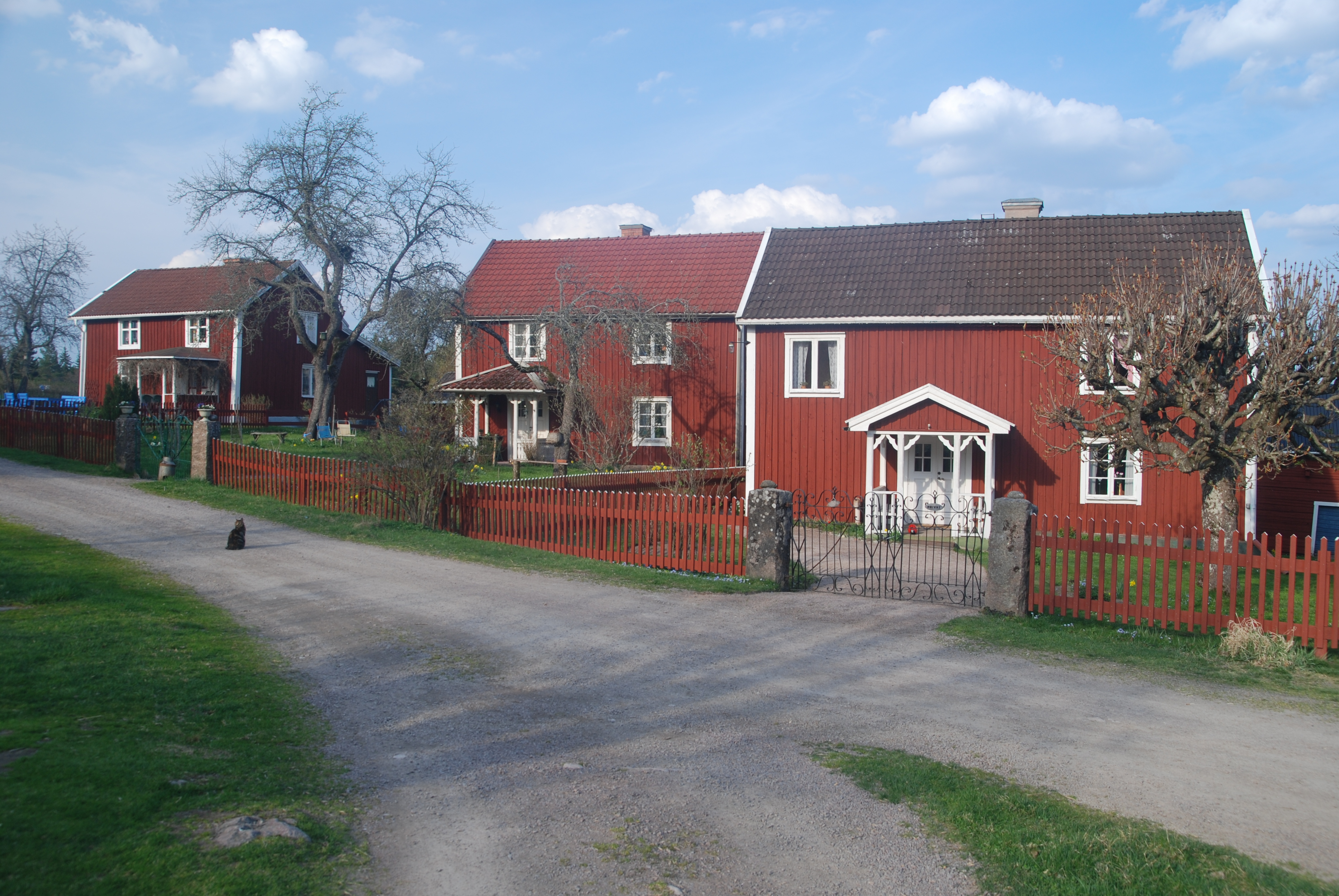
Cases a Sevedstorp, prop de Vimmerby, al comtat de Kalmar, Suècia, el model per a Bullerbyn.

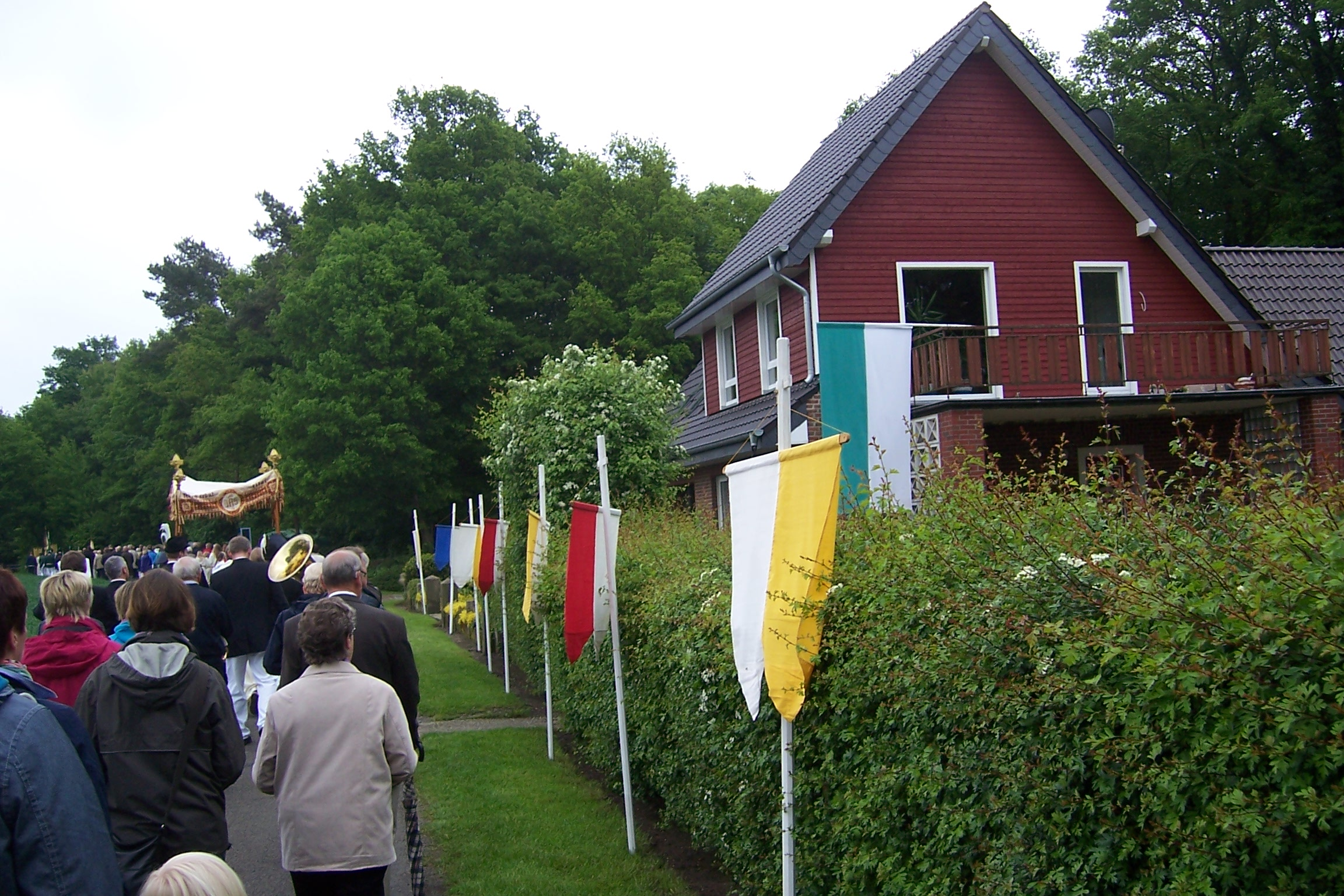
La Schwedenhaus (Casa de Suècia) una casa a estil suec a vermell de Falun a Welbergen, un districte de Ochtrup, Rin del Nord-Westfàlia, Alemanya.

El terme de la síndrome de Bullerbyn (en alemany: Bullerbü-Syndrom) es refereix a idealitzar la imatge de Suècia als països germanòfons. La imatge de Suècia es regeix pels estereotips, compta únicament amb connotacions positives i idíl·liques, com per exemple: cases de fusta, boscos verds, llacs purs i nets, cérvol, pèl ros, gent satisfeta. El terme ve de la novel·la d'Astrid Lindgren Els nens de Bullerbyn, la qual descriu la vida a Suècia com a idíl·lica.
El fenomen va ser investigat per Berthold Franke de l'Institut de Goethe d'Estocolm, va publicar uns articles sobre la síndrome a l'Svenska Dagbladet. Franke creu que no es tracta només de la imatge de Suècia, sinó també de la nostàlgia per una Alemanya millor. Suècia simbolitza la societat sana i la naturalesa incontaminada. La simpatia cap a la utopia sueca es manifesta en les excursions a aquest país i en comprar cases a la província.
El terme «síndrome de Bullerbyn» va ser la paraula del mes al diccionari del Consell de l'Idioma Suec. Aprofitant la popularitat de Suècia i de l'obra d'Astrid Lindgren, l'oficina sueca de l'Institut de Goethe va organitzar el 2008 l'exposició Pippi de gira per Alemanya.